# Tito & Tarantula
Tito & Tarantula je rocková hudební skupina, která vznikla v Hollywoodu v Kalifornii roku 1992. Skupina je známa díky skladbám "After Dark", "Back to the House That Love Built", "Strange Face of Love" a "Angry Cockroaches"; zásadní úlohu přitom sehrálo její účinkování ve filmu Roberta Rodrigueze From Dusk Till Dawn jako skupina "Titty Twister".

## Diskografie
- Tarantism, 1997
- Hungry Sally & Other Killer Lullabie, 1999
- Little Bitch, 2000
- Andalucia, 2002
- Back into the Darkness, 2008

## Videoklipy
- "Back to the House that Love Built" - Tarantism (1995)
- "After Dark" - Tarantism (1996)
- "Slow Dream" - Hungry Sally & Other Killer Lullabies (1999)
- "Forever Forgotten & Unforgiven" - Little Bitch (2000)
- "California Girl" - Andalucia (2002)
- "Texas Roadhouse Live presents Tito and Tarantula live at the Continental Club" (2009)

## Současná sestava
- Tito Larriva - zpěv, doprovodná kytara (1992 - dosud)
- Steven Hufsteter - kytara, vokály (2002 - dosud)
- Caroline "Lucy LaLoca" Rippy - baskytara, vokály (2007 - dosud)
- Alfredo Ortiz - bicí (2005, 2008 - dosud)